# 奧索韋齊 (伊萬基夫區)
50°51′38″N 29°33′40″E / 50.86056°N 29.56111°E
奧索韋茨（烏克蘭語：Осовець）是位於烏克蘭北部的村莊，由基辅州维什霍罗德区的伊萬基夫市鎮負責管轄。該村面積0.25平方公里，海拔高度159米，2001年人口24，人口密度每平方公里96人。